# Marizy-Saint-Mard
Marizy-Saint-Mard é uma comuna francesa na região administrativa de Altos da França, no departamento de Aisne. Estende-se por uma área de 4,54 km². Em 2010 a comuna tinha 51 habitantes (densidade: 11,2 hab./km²).